# Строївка (Куп'янський район)
Стро́ївка — село в Україні, у Дворічанській селищній громаді Куп'янського району Харківської області. Населення становить 31 особа. До 2020 року орган місцевого самоврядування — Кам'янська сільська рада.

## Географія
Село Строївка розташоване розташоване за 144 км обласного центру та 57 км від районного центру, у верхів'ях балки Дідів Яр, на відстані 4 км від річки Оскіл (правий берег), за 3 км від села Тополі та за 1 км від кордону з Росією. До села примикає декілька невеликих лісових масивів: урочища «Ботікове», «Рідкодубка», «Закурдайка», «Яружко» (дуб). Поруч із селом знаходиться Строївський заказник — пам'ятка природи місцевого значення. Біля села діяв прикордонний перехід «Піщанка — Строївка».

## Історія
Село засноване 1899 року. 
7 (20) листопада 1917 року, відповідно до.Третього Універсалу Української Центральної Ради, увійшло до складу Української Народної Республіки.
З березня 1923 року село перебувало у складі Дворічанського району.
12 червня 2020 року, відповідно до розпорядження Кабінету Міністрів України № 725-р «Про визначення адміністративних центрів та затвердження територій територіальних громад Харківської області», село увійшло до складу Дворічанської селищної громади.
19 липня 2020 року, в результаті адміністративно-територіальної реформи та ліквідації Дворічанського району, село увійшло до складу новоутвореного Куп'янського району Харківської області.
Село було тимчасово тимчасово окуповане російськими військами 24 лютого 2022 року, в ході широкомасштабного російського вторгнення в Україну.[джерело?]
7 вересня 2023 року прикордонники штурмової бригади «Сталевого Кордону» Гвардії наступу підняли український прапор у звільненому селі Строївка.

## Особистість
- Шовкопляс Олексій Володимирович — український дипломат. Надзвичайний і Повноважний Посол України.